# William Hutchinson
William Hutchinson, född troligen 1715 i Newcastle upon Tyne, Storbritannien, död 11 februari 1801 i Liverpool, var en brittisk sjöman, kapare, hamnmästare och uppfinnare. Han uppfann bland annat paraboliska speglar för fyrar.  
William Hutchinson var under slutet av 1930-talet sjöman på ostindiefarare på Indien och Kina. Efter att ha tjänstgjort i den brittiska flottan, trädde han i tjänst hos köpmannen och kaparen Fortunatus Wright. Han togs till fånga av fransmännen 1746 med Perl, men blev 1748 kapten på St. George, vilken kapade ett franskt fartyg. Han råkade ut för en förlisning 1750 som kapten på Wrights Lowestoft. Efter en period i land i Liverpool, återgick han till kaperi som kapten på 22-kanoners fregatten Liverpool 1757-1758.
Han blev 1759 hamnmästare i Liverpool och var anställd av hamnen till 1793. År 1764 började han föra noggranna uppgifter om tidvatten och vattenstånd, och dessa data ledde till publiceringen av Holden's Tide Tables, vilken fortsatte att användas in på 1970-talet. År 1777 publicerade han A Treatise on Practical Seamanship..., som utgavs i ett antal upplagor och 1794 utgavs som A Treatise on Naval Architecture.... Den innehåller Hutchinsons råd och uppfattningar om sjömanskap, skeppskonstruktion och andra ämnen inom sjömanskap, förutom biografiskt material. 
Omkring 1763 installerade Hutchinson vad som kan betraktas som den första parabolspegeln i en fyr i den då nya fyren i Leasowe i Merseyside, och senare i fyren i Hoylake. Han gjorde också experiment med oljelampor för fyrar, uppfann ett nytt roder och  bättre avfyringsmekanismer för kanoner. Han medverkade också till att etablera den sannolikt första sjöräddningsstationen, i Formby.